# 보덕초등학교
보덕초등학교는 대한민국 충청북도 보은군 탄부면 삼승탄부로 817 (하장리)에 있었던 공립 초등학교이다.

## 학교 연혁
- 1961년 11월 23일 설립인가
- 1962년 6월 6일 탄부국민학교 보덕분교장 설립(2학급, 113명)
- 1963년 7월 31일 보덕국민학교로 승격
- 1981년 3월 10일 병설유치원 개원
- 1999년 2월 12일 제32회 졸업식(12명/총 1675명)
- 1999년 3월 1일 탄부초등학교로 통합

## 학구
- 탄부면 상장리, 하장리, 구암리, 임한리